# Attu, Grönland

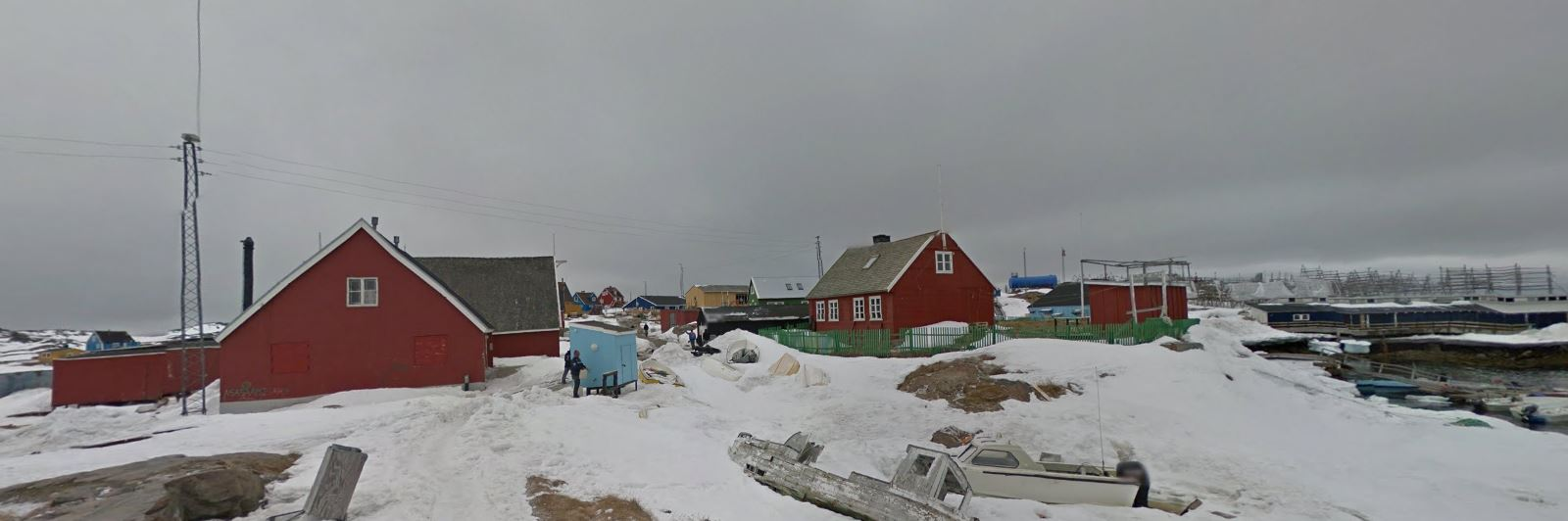

Attu är en bygd och en ö i regionen Västra Grönland i Grönland tillhörande staden Kangaatsiaq i kommunen Qaasuitsup. Den har runt 226 invånare (2010) och är därför en av landets sju största bygder.